# Megamelanus frontalis
Megamelanus frontalis är en insektsart som beskrevs av Crawford 1914. Megamelanus frontalis ingår i släktet Megamelanus och familjen sporrstritar. Inga underarter finns listade i Catalogue of Life.